# Yahoo M45
Пројекат M45 (или M45) је име  кластера објављеног у новембу 2007. године од стране компаније Yahoo!.
Према Yahoo!, има 4,000 процесора, три терабајта меморије, 1.5 петабајтова дискова, и врхунску перформансу од више од 27 трилиона калкулација у секунди (27 терафлопса), што га ставља међу 50 најбржих суперрачунара на свету.

## Име
M45 је назван по Месјевовом каталошком броју констелације познатог као Плејаде.